# 柴经墓前石刻
柴经墓前石刻，即柴经石刻:16，位于中国浙江省宁波市海曙区集士港镇深溪村长寿寺山门前，明代石刻，由两通敕命碑和一匹石马组成，一通立于明嘉靖十八年（1539年），上部内容为皇帝敕命，下部内容为柴经的回复，另一通碑立于明嘉靖二十三年（1544年），上部内容同为皇帝敕命，下部内容为柴经书就的“恩瑞记”，石马放置于两通碑刻之前，2010年公布为鄞州区文物保护单位，2018年12月28日因行政区划调整公布为海曙区文物保护单位。